# Casteldidone
Casteldidone là một đô thị ở tỉnh Cremona, vùng Lombardia của Italia, có vị trí cách khoảng 110 km về phía đông nam của Milan và khoảng 30 km về phía đông của Cremona. Tại thời điểm ngày 31 tháng 12 năm 2004, đô thị này có dân số 592 người và diện tích là 10,8 km².
Casteldidone giáp các đô thị: Casalmaggiore, Martignana di Po, Piadena, Rivarolo del Re ed Uniti, Rivarolo Mantovano, San Giovanni in Croce.